# عامر بوعزه
عامر بوعزه (عربی: عامر بوعزة؛ زادهٔ ۲۲ فوریهٔ ۱۹۸۵) بازیکن فوتبال اهل الجزایر است.

## باشگاهی
از باشگاه‌هایی که در آن بازی کرده‌است می‌توان به باشگاه فوتبال راسینگ سانتاندر، باشگاه فوتبال بیرمنگام سیتی، باشگاه فوتبال سوئیندون تاون، و باشگاه فوتبال سیواس‌اسپور، باشگاه فوتبال اومانیا، باشگاه فوتبال واتفورد، باشگاه فوتبال بلکپول، باشگاه فوتبال چارلتون اتلتیک، باشگاه فوتبال میلوال، باشگاه فوتبال فولام، باشگاه فوتبال وفاق سطیف و باشگاه فوتبال اوسر اشاره کرد.

## تیم ملی
وی همچنین در تیم ملی فوتبال الجزایر بازی کرده‌است.